# Topologia grosseira
Em topologia, um espaço topológico X diz-se grosseiro, trivial  ou indiscreto  se os seus únicos abertos são o conjunto vazio e o próprio X.
Um espaço topológico é um conjunto com uma estrutura a mais; esta estrutura é que permite definir, neste conjunto, o que são funções contínuas.
Existem várias definições equivalentes do conceito de espaço topológico. A forma mais usual [carece de fontes?] é definir esta estrutura sobre o conjunto X como um outro conjunto T, cujos elementos são subconjuntos de X, chamados de conjuntos abertos, e que satisfaz determinados axiomas, dentre os quais que {\displaystyle X\in T\,} e {\displaystyle \varnothing \in T\,}. A topologia grosseira é a "menor" topologia possível, ou seja, é aquela em que apenas X e {\displaystyle \varnothing \,} são conjuntos abertos.
Por ser cada topologia um conjunto, eles podem ser parcialmente ordenados por inclusão, ou seja, é possível definir quando uma topologia é mais grosseira que outra ou, inversamente, quando uma topologia é mais fina que outra. Uma topologia T é mais grosseira que T'  (ou seja, T'  é mais fina que T) quando {\displaystyle T\subset T'\,} Uma topologia mais grosseira tem menos conjuntos abertos do que uma topologia mais fina. A topologia grosseira tem este nome por ser mais grosseira que qualquer outra topologia. Analogamente, no outro extremo existe a topologia discreta, que é mais fina que todas outras.

## Propriedades
- Se um espaço grosseiro tem pelo menos dois pontos distintos x e y, então estes pontos (e quaisquer outros dois pontos) são topologicamente indistinguíveis, [carece de fontes?] portanto este espaço não é T0.[5][Nota 2]
- Todo espaço grosseiro é conexo. [2]
- Todo espaço grosseiro é compacto.
- Se X é um espaço grosseiro contendo ao menos dois pontos, e S é um subconjunto não vazio, então todo ponto p de X é um ponto limite de S.[Nota 3][2]
- Toda função cujo contradomínio é um espaço grosseiro é uma função contínua.[2]